# Staatspräsident (Israel)
Der Staatspräsident (hebräisch נְשִׂיא מְדִינַת יִשְׂרָאֵל Nəssī Mədīnat Jisraʾel, deutsch ‚Präsident des Staates Israel‘, נְשִׂיא הַמְּדִינָה Nəssī haMdīnah, deutsch ‚Staatspräsident‘ oder nur הַנָּשִׂיא haNassī, deutsch ‚der Präsident‘) ist das israelische Staatsoberhaupt. Er wird von der Knesset für eine einmalige Amtszeit von sieben Jahren gewählt. Sein Amtssitz befindet sich in Jerusalem.

## Wahl und Amtszeit
Der Staatspräsident wird von der Knesset in geheimer Abstimmung gewählt. Der Kandidat benötigt die absolute Mehrheit der Stimmen, wird diese im ersten Wahlgang nicht erreicht, wird die Wahl bis zu zweimal wiederholt. Sollte immer noch kein Kandidat die Mehrheit der Stimmen erreichen, scheidet im vierten Wahlgang der Kandidat mit dem niedrigsten Ergebnis aus der Wahl aus.
Die Amtszeit des Staatspräsidenten beträgt seit einer Verfassungsänderung 7 Jahre. Eine Wiederwahl ist nicht mehr möglich.
Bis zu einer Gesetzesänderung im Jahr 1998 betrug die Amtszeit des Staatspräsidenten 5 Jahre, dafür konnte er beliebig oft wiedergewählt werden.
Die rechtlichen Rahmenbedingungen sind im Grundgesetz über den Staatspräsidenten von 1964 geregelt.

## Kompetenzen
Der israelische Staatspräsident hat vor allem repräsentative Aufgaben und kaum operative Befugnisse. Seine Aufgaben bestehen in
- der Eröffnung der ersten Sitzung der Knesset einer Legislaturperiode;
- der Ernennung eines Mitglieds der Knesset zum Ministerpräsidenten und der damit verbundenen Beauftragung zur Bildung einer Regierung;
- der Unterzeichnung aller von der Knesset verabschiedeten Gesetze, außer solchen, die das Amt des Präsidenten betreffen;
- der Beglaubigung ausländischer Diplomaten;
- der Unterzeichnung aller Verträge, die mit anderen Staaten abgeschlossen werden;
- der Ernennung von Richtern, des Leiters der Israelischen Zentralbank und diversen anderen Amtsträgern;
- der Verleihung von Zertifikaten an höhere Bildungseinrichtungen;
- der Ausübung des Begnadigungsrechts und
- der offiziellen völkerrechtlichen Vertretung des Staates Israel.

Der Staatspräsident genießt während und nach seiner Amtszeit Immunität und ist nicht verpflichtet, jemandem über seine Amtshandlungen Rechenschaft abzulegen.
Die Amtszeit des Staatspräsidenten endet nach Ablauf der Periode, für die er gewählt wurde, wenn er von seinem Amt zurücktritt, durch Tod oder wenn drei Viertel der Knesset den Staatspräsidenten für amtsunfähig, z. B. wegen eines Fehlverhaltens, erklären.

## Amtsinhaber
| Nr. | Nr. | Name            | Vom              | Bis              | Aufstellende Partei  | Vorheriger Beruf                        | Bild |
| --- | --- | --------------- | ---------------- | ---------------- | -------------------- | --------------------------------------- | ---- |
|     | 1   | Chaim Weizmann  | 17. Mai 1948     | 9. November 1952 | Allgemeine Zionisten | Zionistischer Politiker, Chemiker       |      |
|     | 2   | Jizchak Ben Zwi | 8. Dezember 1952 | 23. April 1963   | Mapai                | Zionistischer Politiker, Historiker     |      |
|     | 3   | Salman Schasar  | 21. Mai 1963     | 24. Mai 1973     | Mapai                | Schriftsteller, Dichter, Politiker      |      |
|     | 4   | Ephraim Katzir  | 24. Mai 1973     | 19. April 1978   | Awoda                | Biophysiker                             |      |
|     | 5   | Jitzchak Nawon  | 19. April 1978   | 5. Mai 1983      | Awoda                | Pädagoge, Schriftsteller                |      |
|     | 6   | Chaim Herzog    | 5. Mai 1983      | 13. Mai 1993     | Awoda                | Anwalt, General, Diplomat               |      |
|     | 7   | Ezer Weizmann   | 13. Mai 1993     | 13. Juli 2000    | Awoda                | General der Luftstreitkräfte, Politiker |      |
|     | 8   | Mosche Katzav   | 1. August 2000   | 1. Juli 2007     | Likud                | Politiker                               |      |
|     | 9   | Schimon Peres   | 15. Juli 2007    | 24. Juli 2014    | Kadima               | Politiker                               |      |
|     | 10  | Reuven Rivlin   | 24. Juli 2014    | 9. Juli 2021     | Likud                | Politiker, Jurist                       |      |
|     | 11  | Jitzchak Herzog | 9. Juli 2021     | amtierend        | Awoda                | Politiker, Rechtsanwalt                 |      |

Farblegende zur Tabelle: rot = Sozialistische Parteien, blau = Konservative Parteien, gelb = Liberale Parteien

## Geschäftsführende Präsidenten
Der Staatspräsident wird geschäftsführend vom Parlamentspräsidenten der Knesset vertreten. Bisher waren dies:
| Yosef Sprinzak | 10. November 1952–7. Dezember 1952 | Vom Tod Chaim Weizman bis zur Amtseinführung von Yitzhak Ben-Zvi.     |
| Kadish Luz     | 24. April 1963–20. Mai 1963        | Vom Tod Yitzhak Ben-Zvi bis zur Amtseinführung von Zalman Shazar.     |
| Avraham Burg   | 14. Juli 2000–31. Juli 2000        | Vom Rücktritt Ezer Weizmans bis zur Amtseinführung von Moshe Katzav.  |
| Dalia Itzik    | 2. Juli 2007–13. Juli 2007         | Vom Rücktritt Moshe Katzavs bis zur Amtseinführung von Schimon Peres. |